# Lipie (Mazovie)
Pour les articles homonymes, voir Lipie.
Lipie (prononciation : [ˈlipjɛ]) est un village polonais de la gmina de Błędów, dans le district (powiat ) de Grójec de la région administrative (voïvodie) de Mazovie, dans le centre-est de la Pologne.
Il se trouve à environ 13 kilomètres à l'ouest de Grójec (siège du powiat) et à 48 kilomètres au sud-ouest de Varsovie (capitale de la Pologne).

## Histoire
De 1975 à 1998, le village appartenait administrativement à la voïvodie de Radom.